# Cylindropuntia rosea

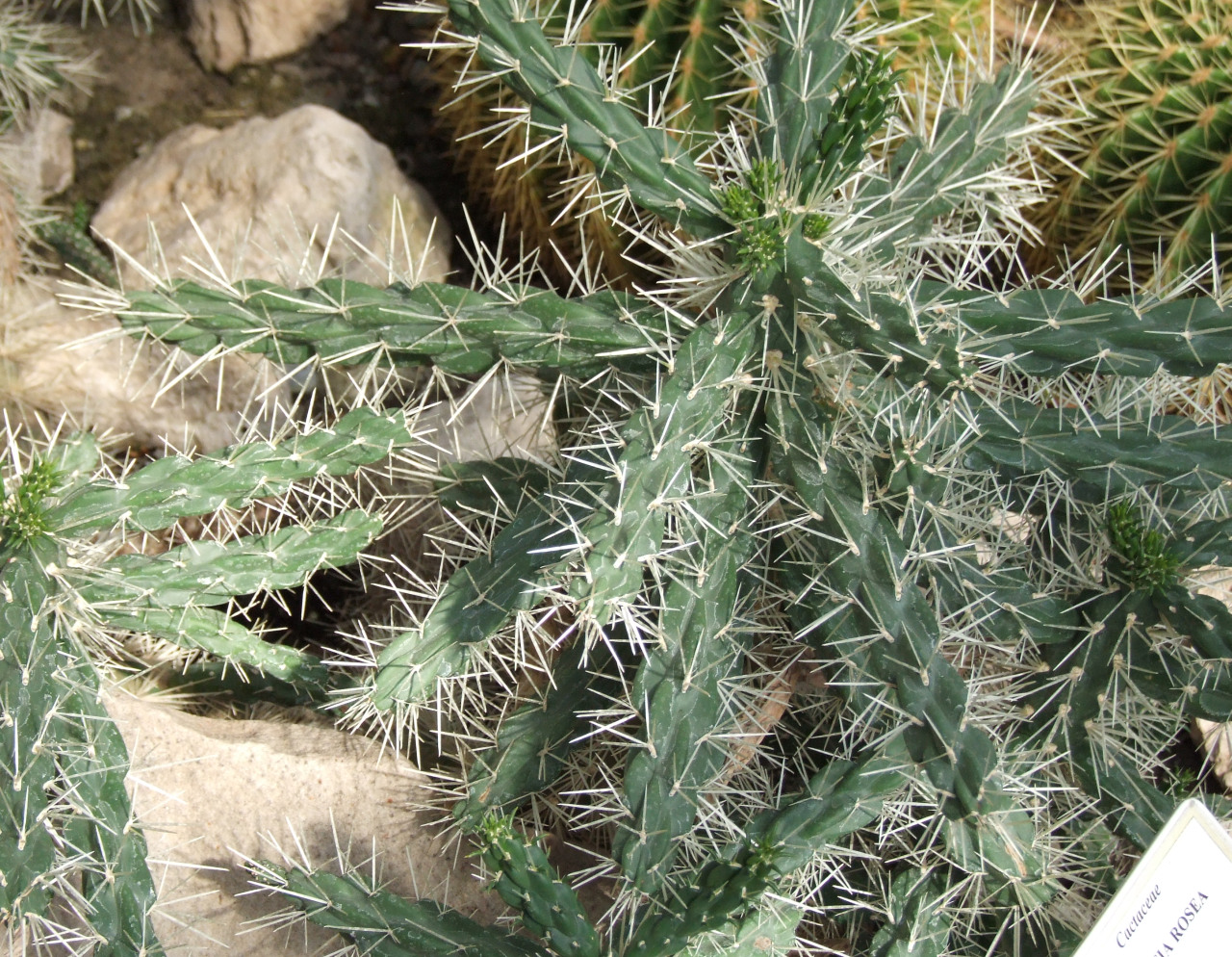
Cylindropuntia rosea

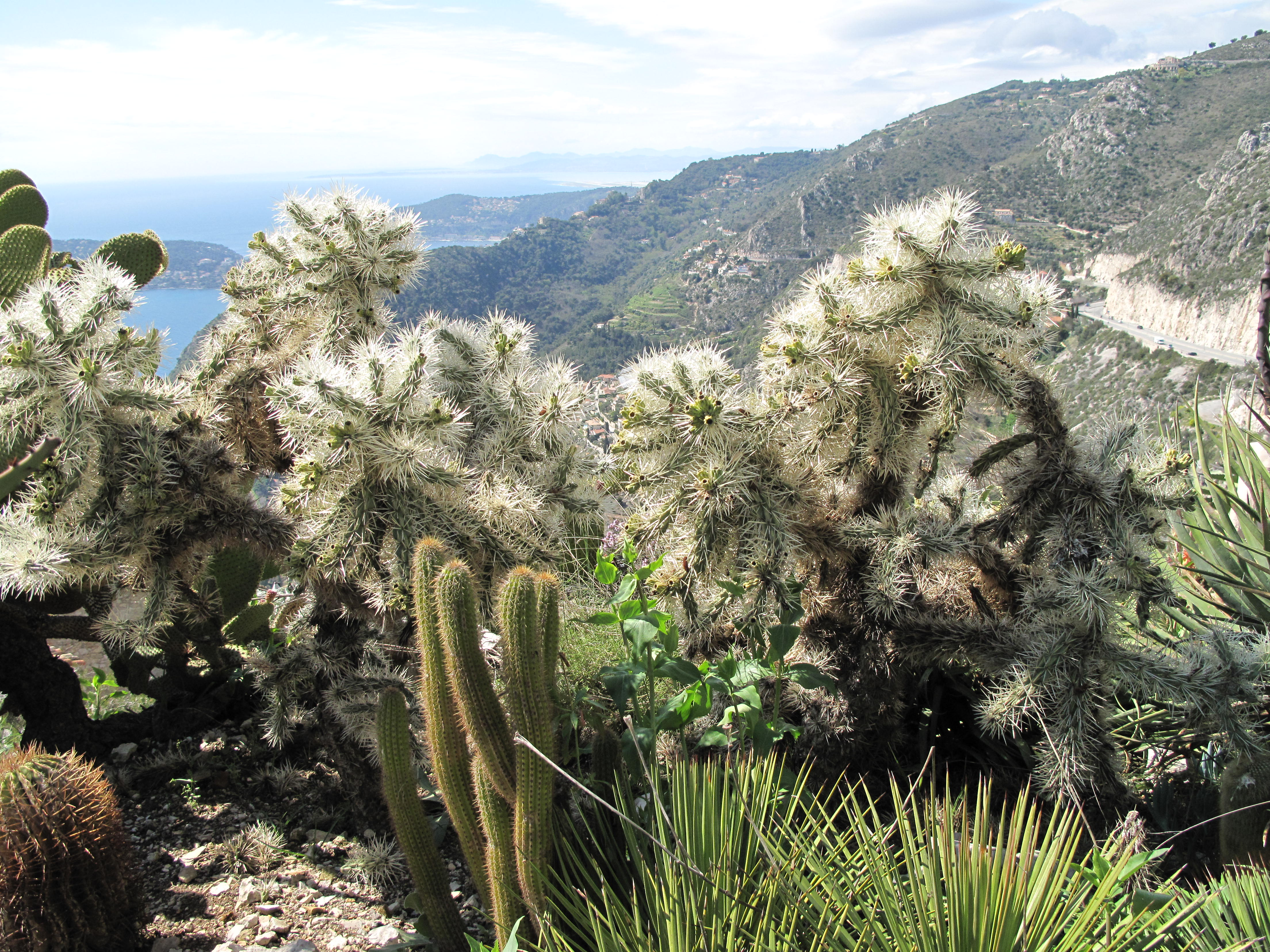
Vista de la planta

Cylindropuntia rosea és una espècie de planta fanerògama de la família dels cactus, nativa de les zones desèrtiques del nord-oest de Mèxic i del sud dels Estats Units, especialment del desert de Sonora, a Texas.

## Descripció
És una planta arbustiva, ramificada des de la base amb branques ascendents i aconsegueix mesurar de 20 a 50 cm d'alçada. La tija és de color gris-verd, cilíndrica, amb seccions de 10 a 15 cm de longitud i 1,6 a 2,5 cm de diàmetre amb protuberància clarament visible. Les arèoles mesuren 2 i 3,5 cm i porten gloquidis de 2 a 5 mm grocs. Té de 8 i 56 espines aciculars, de color groc a vermell o gris i d'1 a 4 cm de llarg. Les flors són roses i tenen longituds de 3,8-4 cm. El fruit té forma de con invertit cap a obovat, és groc i són tubercles espinosos de 1,6-1,8 cm de llarg i 1,1-1,4 cm de diàmetre.

## Espècie invasora
Aquesta cactàcia ha ocasionat diversos i greus problemes per invasions al món fora del seu hàbitat natural. A Europa, especialment ha afectat Espanya, on està inclosa al llistat oficial d'espècies al·lòctones invasores del Ministeri de Medi Ambient. S'han descrit invasions greus a la ciutat de Toledo ("Cerro de la Ermita de la Virgen de la Cabeza") així com a diferents llocs de la Comunitat Valenciana i de Catalunya. En el cas de Toledo recentment s'ha intentat erradicar amb aparent èxit gràcies a l'acció conjunta de productes químics i crema controlada.

## Taxonomia
Cylindropuntia rosea va ser descrita per (DC.) Backeb i publicada a Die Cactaceae 1: 197, l'any 1958.

### Etimologia
- Cylindropuntia: nom genèric compost de cylindro = "cilíndric" i opuntia, fent referència al fet que les plantes son cilíndriques i similars a les del gènere Opuntia.
- rosea: epítet llatí que significa "de color rosa".[2]

### Sinonímia
- Cactus subquadriflorus Moc. & Sessé ex DC.
- Cylindropuntia pallida (Rose) F.M.Knuth
- Cylindropuntia rosea var. atrorosea Backeb.
- Grusonia rosea (DC.) G.D.Rowley
- Opuntia pallida Rose
- Opuntia rosea DC.[3]